# Vercelli
Vercelliⓘ (wł. wym. [verˈʧɛlli], pol. uproszczona: werczelli; piem. Vërsèj) – miasto i gmina we Włoszech, w regionie Piemont, w prowincji Vercelli.

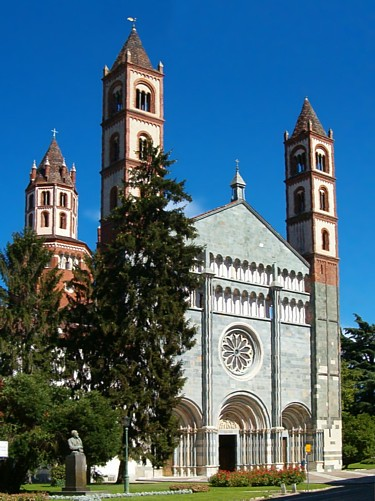
Bazylika św. Andrzeja

Vercelli położone jest na Nizinie Padańskiej, nad rzeką Sesia (dopływ Padu). Według danych na rok 2004 gminę zamieszkiwało 44 950 osób, 569 os./km². Ośrodek handlowy regionu rolniczego (głównie uprawa ryżu). Przemysł maszynowy, chemiczny, włókienniczy, cementowy, drzewny, spożywczy oraz zakłady produkujące instrumenty muzyczne. Węzeł kolejowy i drogowy.
W starożytności osiedle liguryjskie, później rzymskie municypium Vercellae. 101 p.n.e. w bitwie na Polach Raudyjskich (Campi Raudi), w pobliżu Vercelli, rzymski wódz Mariusz pokonał Cymbrów. Od IV w. siedziba biskupstwa. Po upadku Rzymu stolica longobardzkiego księstwa, później frankońskiego hrabstwa. W drugiej połowie XI w. jedna z najpotężniejszych komun miejskich północnej Italii. Od 1335 pod panowaniem Viscontich z Mediolanu, od 1427 książąt Sabaudii. Następnie dzieliło losy Piemontu.
Zabytki: zamek (XIII w.), katedra (XVI, XVIII w., kampanila z XII w.), kościoły: San Giuliano (XII w.), San Bernardo (XII w.), San Francesco (XIII w.), San Paolo (XII, XVII w.), San Cristoforo (XVI w.), bazylika Sant'Andrea (1224). Szpital (XIII w.). Liczne domy i pałace, m.in.: Casa Paolo (XII, XVII w.), Casa Ceritori (1496), Palazzo Borgogna (1836).
Z miastem Vercelli jest związany przez posługę biskupią św. Euzebiusz (ok.283-371).

## Współpraca
- Francja: Arles
- Hiszpania: Tortosa